# 中村豆千代
中村 豆千代（なかむら まめちよ、8月25日 - ）は、日本の女性声優、ナレーション、女優、劇団員。兵庫県出身。

## 人物
舞台に出演できることを志願しており、座長に登用され所属事務所を離脱し劇団員にデビュー。
声優の城雅子とは交友があり、一緒に食事に行くこともあり、彼女の挙式を祝したことがある。
2014年4月11日より、ブログにて入籍を発表。

## 出演作品
※太字は主役・メインキャラクター。

### テレビアニメ
- わいもくん（わいもくん）

### Webアニメ
- ドンモラサンドラーズ（ミル、ロディ）

### ゲーム
- Caladrius（セシリア・ネル・オルブライト）
- 太鼓の達人11（カレ・カノ・カノン（歌））

### ナレーション
- SONY（『家電量販店用商品説明素材』ナビゲーター、ナレーション）

### 舞台
- まごころ18番勝負
- Stage Project Arcadia『第5周年記念公演』
- BUNNA BUNNA『コーヒーセレモニー』